# Bilan Nalgiev
Bilan Nalgiev (1990. július 3. –) üzbég kötöttfogású birkózó. A 2018-as birkózó-világbajnokságon a bronzmérkőzésig jutott a 77 kg-os súlycsoportban, végül ötödik helyen zárta a tornát.

## Sportpályafutása
Részt vett a 2018-as Ázsia Játékokon, a 2015-ös Birkózó Világkupán, valamint a 2009-es ifjúsági birkózó világbajnokságon, ám érmet egyik versenyen sem szerzett.
A 2018-as birkózó-világbajnokságon a bronzmérkőzésig jutott, ahol a dél-koreai Kim Hjonu volt az ellenfele. A dél-koreai győzött 3–1-re.